# میمون به بهشت رفته
میمون به بهشت رفته (به انگلیسی: Monkey Gone to Heaven) ترانه‌ای از گروه آلترنیتیو راک آمریکایی، پیکسیز است که در آلبوم دولیتل قرار دارد که در سال ۱۹۸۹ منتشر شد و هفتیمن ترک آلبوم محسوب می‌شود. این ترانه توسط خواننده اصلی گروه، بلک فرانسیس نوشته شده است و مشابه بقیه ترانه‌های آلبوم، توسط گیل نورتون تهیه شده است. اشاره‌هایی به محیط‌زیست‌گرایی و عددشناسی در اشعار این ترانه دیده می‌شود و بازتاب‌دهنده مضامینی است که در آلبوم دولیتل مورد بررسی قرار گرفته است. این آهنگ، اولین آهنگ از گروه پیکسیز محسوب می‌شود که در آن از موسیقی‌دانان مهمان بهره گرفته شده است. دو نوازنده چلو و دو نوازنده ویولون به صورت مهمان در تهیه این آهنگ حضور داشته‌اند. این ترانه به صورت تک‌آهنگ هم در امریکا و هم در بریتانیا منتشر شده است و از جمله محبوب‌ترین ترانه‌های پیکسیز محسوب می‌شود.